# Blow-me-down Brook
De Blow-me-down Brook is een 20,7 km lange beek in de Amerikaanse staat New Hampshire die ontspringt in Cornish Flat en uitmondt in de Connecticut.